# 秋山幹男
秋山 幹男（あきやま みきお、1946年2月27日 - ）は、日本の弁護士（昭和〜令和）。朝日新聞社、岩波書店などの顧問弁護士を務めている。元筑波大学法科大学院教授。専門は民事訴訟法。

## 人物
高２のとき、ハーモニカバンド部の顧問が「外交官になりたい」という夢を聞き、東大法学部への進学を勧めてくれた。法学部の授業が始まると周囲につられ、法律の勉強に没入。法律相談所で市民の相談を受け、事例に則して法律問題を考えたことや、仲間と勉強会で議論したことが役に立ち、在学中に司法試験に合格できたと思うと語っている。自治省に内定し、進路を迷ったが弁護士の道を選んだ。司法研修所に入ると、課外活動も熱心に行い、公害問題を研究するため、町工場の近隣を訪ね、話を聞いて歩いたこともある。飯田内田儀同法律事務所入所1年目に日本初の薬害集団訴訟、サリドマイド訴訟。「新米弁護士であったためさして役に立たなかったが、この訴訟に関与したことが、情報公開制度への取り組みなど後の人生に大きな影響を与えた」と述べている。1979年、自由人権協会の情報公開小委員会担当者として情報公開法要綱案をまとめ、ほとんど初となる立法案の提案を行った。要綱案は反響を呼び、これをきっかけに「情報公開法を求める市民運動」が結成された。政府の行政改革委員会の専門委員（情報公開部会）に任命され、行政機関情報公開法要綱案を作成。国の行政情報公開法が制定・施行されて後、内閣府の情報公開審査会の委員に任命され、不開示処分に対する不服申し立ての審査を担当した。1990年以降十数年間、法制審議会の部会や最高裁民事規則制定委員会で民事訴訟法・人事訴訟法とその規則の改正作業に携わった。

## 略歴
1946年2月、静岡県富士宮市生まれ。1958年、静岡市立安東小学校卒業。1961年、静岡市立東中学校卒業。1964年、静岡県立静岡高等学校卒業。1967年9月、司法試験合格。1968年、東京大学法学部卒業。1970年4月、司法修習修了、弁護士登録（第二東京弁護士会）。1970年4月、飯田内田儀同法律事務所入所。1980年4月、霞ヶ関総合法律事務所設立。1993年1月、更田秋山河野法律事務所設立。1994年5月、秋山幹男法律事務所設立。2005年4月、筑波大学法科大学院教授。2009年3月、同退職。

## 公職その他
法制審議会民事訴訟法部会幹事・委員、最高裁判所民事規則制定諮問委員会幹事・委員、最高裁判所人事訴訟規則制定諮問委員会委員、行政改革委員会専門委員（情報公開部会）、特殊法人情報公開検討委員会委員、内閣府情報公開・個人情報保護審査会委員、町田市情報公開・個人情報保護審査会委員、「二十一世紀日本の構想」懇談会分科会メンバー（小渕首相の私的懇談会）、日本赤十字社血液安全対策委員会顧問、日本銀行金融研究所アーカイブ諮問委員会委員、日弁連民事裁判に関する委員会委員、日弁連家事法制委員会委員、マスコミ倫理懇談会・メディアと法研究会アドバイザー、社団法人自由人権協会事務局長・代表理事などを歴任

## 担当した主な事件
- 人身被害関係訴訟など／サリドマイド訴訟、クロム禍労災訴訟、予防接種禍東京訴訟、日航機墜落事故集団補償交渉事件、自賠法政府の保障事業による保障金請求訴訟、出稼ぎ労働者イソシアネート中毒死労災訴訟、大型トラック死角事故損害賠償請求訴訟、輸血によるGVHD損害賠償請求訴訟、予防接種による被害不認定処分取消請求訴訟
- 環境保護関係訴訟／浜名湖汚水処理場建設差止仮処分事件、池子米軍住宅建設仮設調整池設置工事続行禁止請求訴訟、禁煙車設置請求訴訟
- 出入国管理関係訴訟／マクリーン訴訟、都立高校生退去強制令書執行停止申立て事件、イタリア紙記者再入国許可取消処分効力停止申立て事件
- 知る権利・情報公開関係訴訟／法廷メモ訴訟（レペタ訴訟）、栃木県知事交際費情報公開訴訟
- 出版・報道の自由関係訴訟／日刊新愛媛取材拒否処分取消請求訴訟、愛のコリーダ刑事事件、朝日新聞色盲まやかし療法報道訴訟、朝日新聞中曽根元首相側近名義株取引報道訴訟、朝日新聞富士見産婦人科病院事件報道訴訟、テレビ朝日女子アナウンサー名誉毀損・肖像権侵害訴訟、テレビ朝日所沢ダイオキシン報道訴訟、天声人語週刊新潮記事名誉毀損訴訟、南京戦「百人斬り競争」報道訴訟、沖縄集団自決「沖縄ノート」等訴訟
- その他／著作権関係訴訟（「コルチャック先生」事件など）、行政訴訟（摂津市保育所設置費国庫負担金請求訴訟など）、一般民事訴訟（不動産、相続、リースなど）、刑事事件

## 著書・論文
- 『予防接種被害の救済』編著 信山社 2007年
- 『MEMOがとれない－最高裁に挑んだ男たち』共著 有斐閣 1991年
- 『コンメンタール民事訴訟法（Ⅰ、Ⅱ、Ⅲ、Ⅳ）』共著　日本評論社 2002年〜

## 顧問先
朝日新聞社、朝日新聞出版、テレビ朝日、岩波書店、日本赤十字社、ヨネックス、日本対がん協会、ほか